# Amédée de Bernardi
Pour les articles homonymes, voir Bernardi.
Amédée Elzéar  Félicien de Bernardi, né le 15 avril 1788 à Monieux dans le département de Vaucluse et décédé le 27 juillet 1873 à Carpentras, est un homme politique français, ancien député de Vaucluse.

## Biographie
Amédée de Bernardi est le fils de Joseph Elzéar Dominique Bernardi, écrivain et ancien député de Vaucluse. Après avoir passé un an à l'école militaire de Fontainebleau, il rejoint l'armée, où il incorpore le quartier-général, à Posen, en 1806. Il fut blessé à Heilsberg, en 1807. En 1808, alors en Espagne, près de Pajares, il est de nouveau blessé. Ayant reçu tardivement son brevet de lieutenant en second, il quitta l'Espagne, pour Paris, et son régiment, qu'à la fin de la campagne de Russie. Tout d'abord dans un des régiments de la jeune garde, à Mayence, il devient capitaine du 10e régiment de voltigeurs. Il a, par la suite, combattu à Dresde, ce qui lui vaudra d'être décoré officier de la Légion d'honneur en 1815,, à Leipzig et à Doullens. Après la première Restauration, il intègre le Corps de Garde, et reçoit la Croix de Saint-Louis.

## Sources
- « Amédée de Bernardi », dans Adolphe Robert et Gaston Cougny, Dictionnaire des parlementaires français, Edgar Bourloton, 1889-1891 [détail de l’édition]

## À voir aussi